# Андерс Вистисен
Андерс Примдал Вистисен (на датски: Anders Primdahl Vistisen) е датски политик, евродепутат от Дания.
Член е на Датската народна партия, която членува в групата Европейски консерватори и реформисти. Председател е на младежката организация на партията от ноември 2009 г.
Избран е за член на Европейския парламент от Дания през 2014 г.